# Анигве, Кристин
Кристин Анигве (англ. Kristine Anigwe; род. 31 марта 1997 года в Лондоне, Англия, Великобритания) — американская профессиональная баскетболистка нигерийского происхождения, выступает в женской национальной баскетбольной ассоциации в команде «Финикс Меркури». Она была выбрана на драфте ВНБА 2019 года в первом раунде под общим девятым номером клубом «Коннектикут Сан». Играет на позиции центровой и тяжёлого форварда.

## Ранние годы
Кристин родилась 31 марта 1997 года в столице Великобритании Лондоне в семье Кристофера и Аннетт Анигве, у неё есть два брата, Кристофер и Кристиан, и сестра, Кристал. В детстве её семья переехала в Финикс (штат Аризона), где она училась в средней школе Десерт Виста, в которой выступала за местную баскетбольную команду.